# Adelbert Lebarbier de Tinan

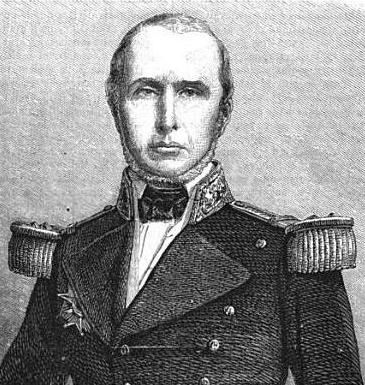
Adelbert Le Barbier de Tinan als Vizeadmiral, Lithographie von Ch. de Lahuere, 1866.

Marie Charles Adelbert Le Barbier de Tinan, auch: Lebarbier de Tinan, meist Adelbert de Tinan genannt (* 30. April 1803 in Paris, Frankreich; † 18. Dezember 1876 ebenda) war ein französischer Seeoffizier. Er spielte 1853 während des Krimkrieges eine wichtige Rolle, indem er die Landung von Truppen ermöglichte und griechische Häfen blockierte. Später kommandierte er das Mittelmeer-Erprobungsgeschwader und schloss Ende 1860 – Anfang 1861 einen vorübergehenden Waffenstillstand zwischen den piemontesischen Truppen und König Franz II. beider Sizilien. Er beendete seine Karriere als Vizeadmiral.

## Biografie

### Herkunft und Familie
Adelbert Le Barbier de Tinan war der Sohn des Militärintendanten Jean-Marie Le Barbier de Tinan (1771–1831) und Marguerite de Ris. Er war der Enkel von Théodose Le Barbier de Tinan (1738–1791), Militärverwalter und Vorsitzender der Stadtverwaltung von Straßburg.

### Ausbildung
Seine Schulbildung erhielt Tinan zunächst am renommierten Lycée imperial und dann in Montesson, wo er von Priestern ausgebildet wurde.

### Frühe Jahre in der Marine
Im Alter von 15 Jahren trat Adelbert de Tinan 1818 in die königliche Marine Frankreichs ein und absolvierte zunächst die Ausbildung an der Marineakademie. Er wurde zum enseigne de vaisseau (Fähnrich) ernannt und nahm nacheinander an Einsatzfahrten im Indischen Ozean, im Chinesischen Meer, an den Küsten Portugals und in Westindien teil.
Noch als Fähnrich war er 1823 an der Französischen Invasion von Spanien und der Seeblockade von Cádiz beteiligt. Von 1823 bis 1826 nahm er am Einsatz in der Levante teil. Anschließend diente er auf der brasilianischen Marinestation und in den südlichen Meeren und wurde im Oktober 1829 zum lieutenant de vaisseau (Leutnant zur See) befördert. Von 1831 bis 1833 befehligte er die Molus in Guadeloupe, wo er außerdem Adjutant des Gouverneurs war.
Im April 1837 wurde er Fregattenkapitän und in die Commission du matériel naval berufen. Anschließend befehligte er ab 1839 die Isère im Indischen Ozean, 1840 die Voltigeur vor den Küsten Portugals und Marokkos, von 1845 bis 1846 die Albatros in Algerien, 1846 die Diadème und dann von 1846 bis 1848 die Souverain im Mittelmeergeschwader. Zwischenzeitlich erfolgte die Beförderung zum
capitaine de vaisseau (Kapitän zur See) im November 1843.

### Späte Jahre

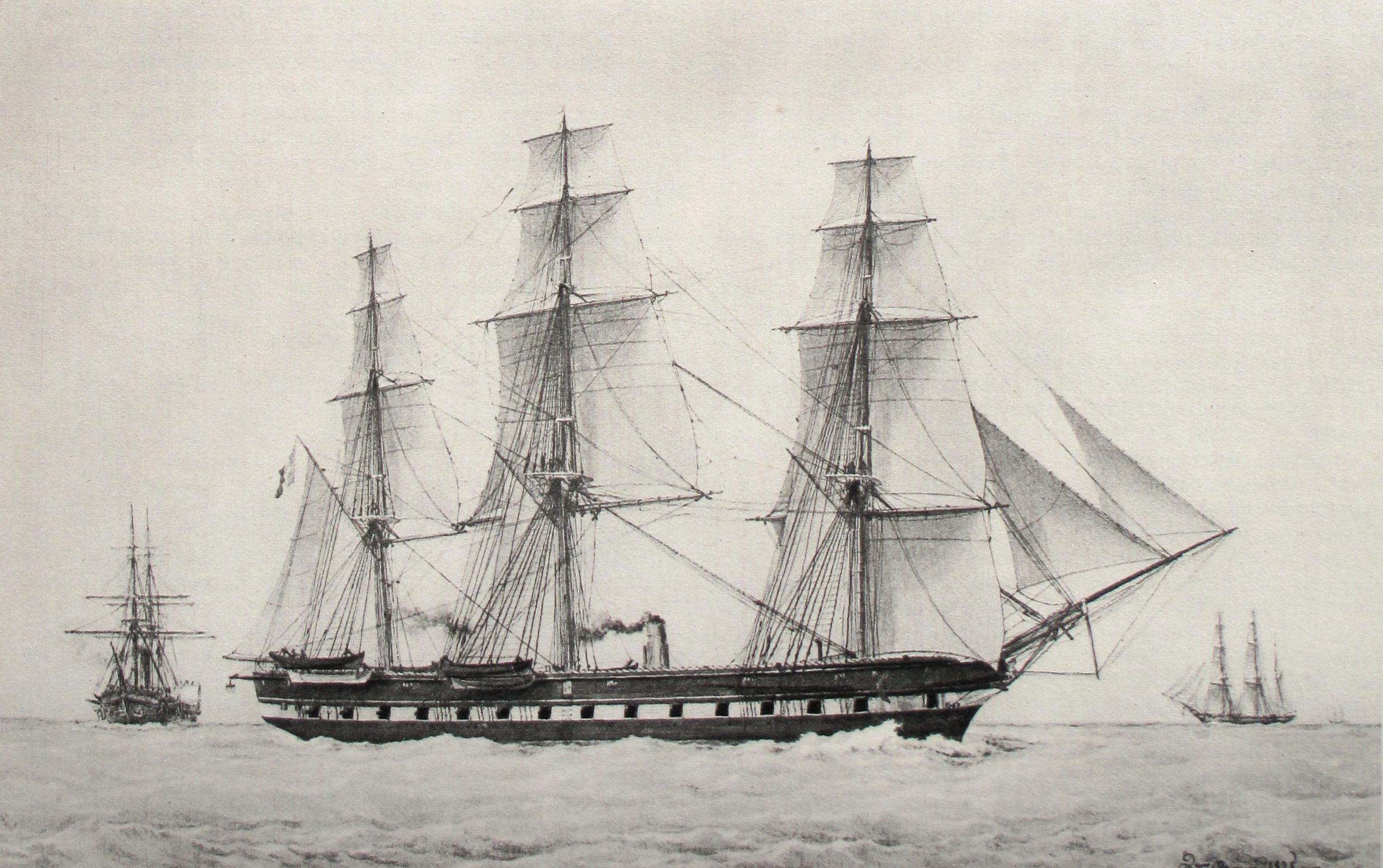
Die Fregatte Pomone. Tinant kommandierte das Schiff, als es 1850 in Dienst gestellt wurde.

1850 segelte er von Toulon aus auf der gerade in Dienst gestellten Fregatte Pomone nach Montevideo. Anschließend wurde er 1851 zum stellvertretenden Mitglied des Conseil d’amirauté (deutsch: Admiralitätsrat) und zum Konteradmiral ernannt.

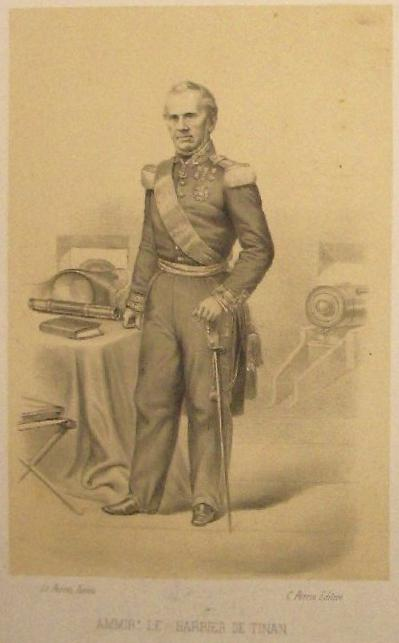
Admiral Le Barbier de Tinan im Jahr 1860, zur Zeit des sog. Risorgimento in Italien.

1853 erhielt Adelbert Le Barbier de Tinan den Oberbefehl über die Marinedivision der Levante. Kurz darauf brach der Krimkrieg aus. Dort spielte er eine wichtige Rolle, da er die Landung französischer Truppen auf Gallipoli ermöglichte und die Häfen Griechenlands blockierte.
1855 wurde Adelbert de Tinan zum Vizeadmiral befördert und kommandierte das Erprobungsgeschwader im Mittelmeer. Im Jahr 1860 wurde er mit der Überwachung der Ereignisse in Italien beauftragt. Nach dem sog. Zug der Tausend, der unter der Führung von Giuseppe Garibaldi am 11. Mai 1860 auf Sizilien landete, um die Insel von der Herrschaft der Bourbonen zu befreien, nahm er mit seiner Flotte am 29. Oktober 1860 an der Schlacht am Garigliano und der Belagerung von Gaeta durch die piemontesische Armee teil, die den Untergang des Königreichs einläutete. In der Folge brachte er König Franz II. beider Sizilien dazu, den von Frankreich vorgeschlagenen Waffenstillstand zu akzeptieren. Das Datum des Waffenstillstands wird in den verschiedenen Quellen unterschiedlich angegeben. Cesare Vimercati zufolge wurde der Waffenstillstand am 19. Dezember vereinbart und Tinan verließ den Kriegsschauplatz, da er glaubte, nicht mehr als Vermittler fungieren zu müssen. Laut Ch. de Lahuère wurde der Waffenstillstand vom 8. bis zum 9. Januar 1861 geschlossen, kurz bevor die Flotte gemäß den erhaltenen Befehlen am 19. Januar aufbrach.
Tinan brachte seine Einheiten dann nach Marseille und Toulon zurück und führte sie danach nochmals an die Küste Syriens. Anschließend kehrte er nach Frankreich zurück und trat erneut dem Admiralitätsrat bei.
Er starb am 18. Dezember 1876 in Paris.

## Familie
Tinan hatte 1834 Amélie Exelmans, die Tochter des Marschalls von Frankreich Rémy-Isidore Exelmans, geheiratet. Das Paar hatte drei Kinder.

## Auszeichnungen
- Großkreuz der  Ehrenlegion am 11. August 1865[3][8]
- Militärmedaille, 1866[8]
- Großkreuz des Ordens des Heiligen Erlösers von Neapel[8]
- Offizier des Königlichen Ordens Karls III. von Spanien.[8]
- Mecidiye-Orden, 1838.